# Touchpad

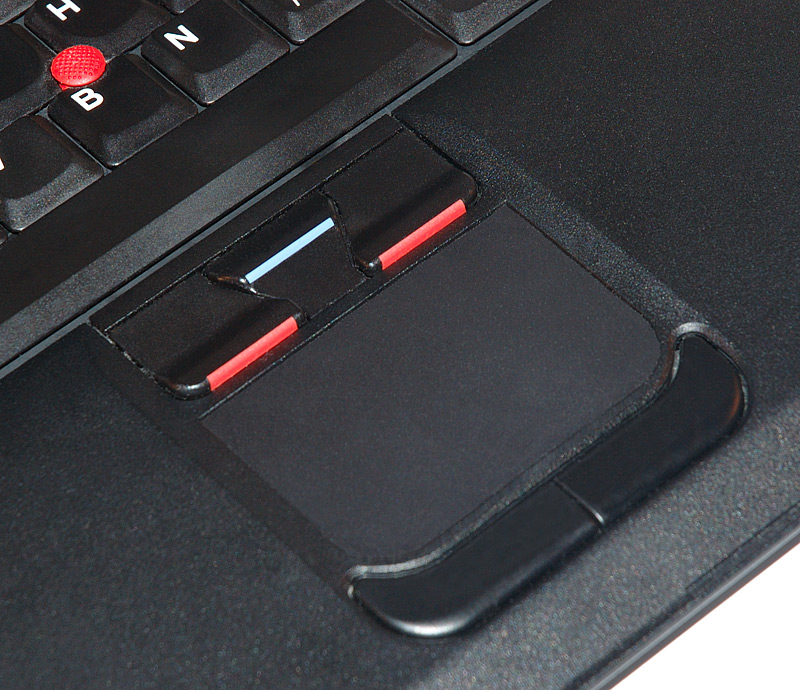
Touchpad + Trackpoint (v levém horním rohu; červený)

Touchpad [čti tačped] (též trackpad) je vstupní zařízení běžně používané u notebooků. Jeho účelem je pohybovat kurzorem po obrazovce podle pohybů uživatelova prstu. Jde o náhradu za počítačovou myš. Touchpady se vyrábějí v různých velikostech, ale jen zřídka větší než 50 cm2.
Touchpady většinou pracují na principu snímání elektrické kapacity prstu nebo kapacity mezi senzory. Kapacitní senzory obvykle leží podél horizontální a vertikální osy touchpadu. Poloha prstu je pak zjištěna ze vzorků kapacity z těchto senzorů. To je důvod, proč touchpad nereaguje na špičku tužky nebo dokonce na prst s rukavicí. Také vlhký prst může být pro touchpad problematický, protože se nelze spolehnout na výsledky měření ze snímačů.
U touchpadu se obvykle nacházejí tlačítka podobně jako na počítačové myši. U některých touchpadů (v závislosti na modelu a ovladači) je možné také kliknout klepnutím prstu na touchpad a přesouvat objekty stejně jako kurzor myši plynulým pohybem, pokud toto posouvání následuje ihned po klepnutí.
Některé touchpady také mají „hotspoty“, tedy místa, která mohou mít jiný účel než kliknutí. Například posouvání podél pravého okraje může ovládat svislý posuvník neboli vertikálně rolovat aktivní okno. Pohyb v dolní části touchpadu pak může rolovat okno horizontálně. Některé touchpady také mohou emulovat více tlačítek myši klikáním do rohů nebo klikáním více prsty naráz.
Touchpady se používají zejména v přenosných zařízeních, protože klasická myš potřebuje stabilní rovnou plochu, která není všude k dispozici. Touchpady mají oproti myši některé výhody, zejména že pozice touchpadu oproti klávesnici je vždy stejná a k pohybu kurzoru po obrazovce stačí jen malé pohyby prstů. Někteří uživatelé počítačů jim z těchto i jiných důvodů dávají přednost. Klávesnice s vestavěnými touchpady jsou k dispozici u specializovaných výrobců.

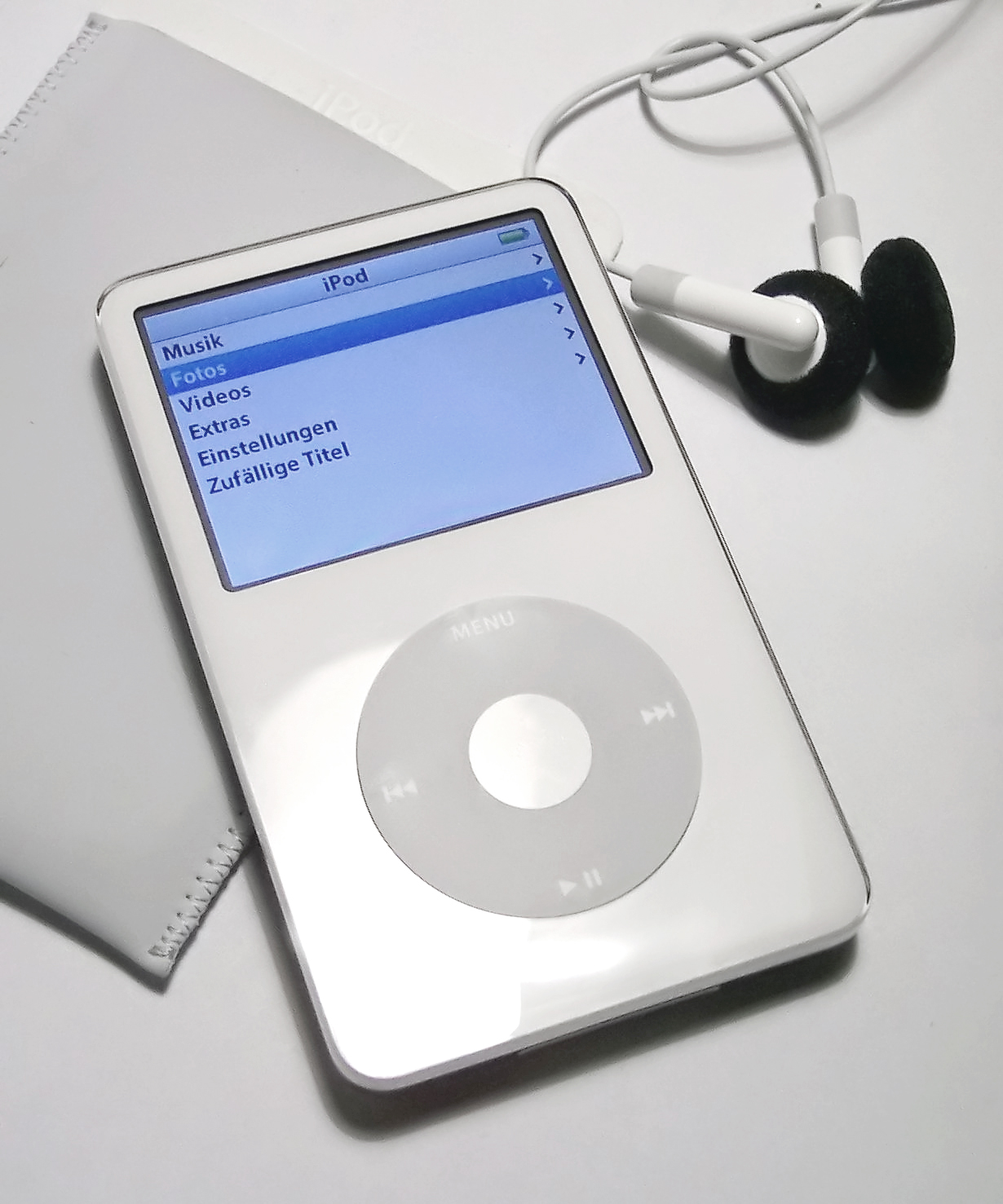
iPod video

Touchpad ve tvaru mezikruží je použit také u série hudebních přehrávačů iPod od společnosti Apple. Hlavní ovládací rozhraní pro pohyb v menu ve všech dosavadních výrobcích iPod s výjimkou modelu Shuffle je touchpad (nejprve vyráběný firmou Synaptics, později přímo Applem). Také Creative Labs používají touchpad pro svou řadu Nomad Jukebox Zen.
Firma Apple používá pro touchpad název trackpad. Poprvé byl uveden v roce 1994 v přenosném počítači PowerBook 500 jako náhrada trackballu v předchozích modelech PowerBooků. Poslední modely PowerBook a iBook a na ně navazující modely MacBook a MacBook Pro dovolují použití dvou prstů pro kliknutí druhým (pravým) tlačítkem a rolování. U modelu MacBook Air lze touchpad použít také pro pohyb mezi položkami, otáčení objektů a zvětšování a zmenšování. Tyto funkce (rolování, zmenšování, zvětšování, atd.) jsou ale v dnešní době dostupné téměř u všech notebooků.
Touchpad je však možné také najít v externím provedení, které lze připojit pomocí standardního rozhraní USB, sériového portu nebo konektoru PS/2 k většině osobních počítačů. TouchPad může být také u interaktivní tabule. TouchPad s malým displejem se nazývá ScreenPad a díky němu je možné ovládat aplikace určené právě pro toto zařízení.